# 何立峰
何立峰（1955年2月4日—），廣東興寧人，生于福建省龙岩市，中国共产党、中华人民共和国政治人物，副国级领导人。1973年8月参加工作，1981年6月加入中国共产党，厦门大学财政金融系财政学专业毕业，研究生学历，经济学博士。现任中共中央政治局委员、中华人民共和国国务院副总理、中央财经委员会办公室主任、中央金融委员会办公室主任、中央金融工作委员会书记。
何立峰是第十七、十八届中共中央候补委员，第十九届中央委员，第二十届中央委员、中央政治局委員，曾任国家发改委主任的何立峰经常陪同中共中央总书记习近平参加各种活动，何立峰是习近平派系閩江新軍主要成員，被視為習的重要親信之一。

## 早年经历
生于福建省永定县凤城镇，1973年8月，18岁的何立峰赴福建省永定县立新知青场插队劳动参加工作。1976年11月起，参与永定县狮象潭水电站建设。
高考制度恢复后，1978年2月考入厦门大学经济系，攻读财政金融专业。1981年6月加入中国共产党。1982年本科毕业后，留校继续攻读硕士学位。
1984年7月，时任厦门特区办主任的福建省委常委、副省长王一士来到何立峰的导师邓子基家中，请邓子基推荐一名学生支援厦门特区建设。何立峰经此推荐成为了厦门市经济特区经济研究所干部，自此踏入仕途。1984年10月，调入厦门市政府。

## 从政之路

### 福建省
何立峰曾在福建省地方工作25年，先后在厦门、泉州、福州等地担任领导职务。
1984年在厦门大学硕士毕业后，担任厦门市政府办公室干部、副主任仅年余，随即于1985年升任厦门市财政局副局长，后任局长——期间，习近平1985年从河北空降担任厦门市副市长，并于1988年调往宁德。何立峰1990年任中共厦门市杏林区委书记，1992年升任厦门市副市长。
1995年2月，任泉州市人民政府代市长、市长、市委书记。何在泉州從政期间，曾在厦门大学财政金融系学习，于1998年6月获得经济学在職博士学位。
2000年4月，接替赵学敏，担任中共福州市委书记。2001年12月，升任中共福建省委常委，並继续兼任福州市委书记，晋升副省级。据海外媒体报道，何立峰任福州市委书记期间，出现福州、福安两地三万多农民不满土地出让过程中的腐败问题，而联名要求罢免腐败官员的事件，何立峰名列要求罢免的名单中。
2005年5月，任中共福建省委常委、厦门市委书记，2007年4月兼任厦门市人大常委会主任。何立峰任厦门市委书记期间，成功举办了第七届国际园林花卉博览会，但也出现大规模反对PX项目的游行抗议。事件发生前的5月30日，何立峰曾在海沧区的座谈会上说，海沧区有些工作不必太急，但未能阻止不满最终发酵成为大规模抗议，何立峰也被部分市民称为“何疯子”。

### 天津市
2009年5月，任中共天津市委副书记、滨海新区工委书记、管委会主任、党组书记兼塘沽区委书记，成为时任中共天津市委书记张高丽的副手。
2013年1月，当选天津市政协第十三届委员会主席，晋升正部级。

### 国家发改委

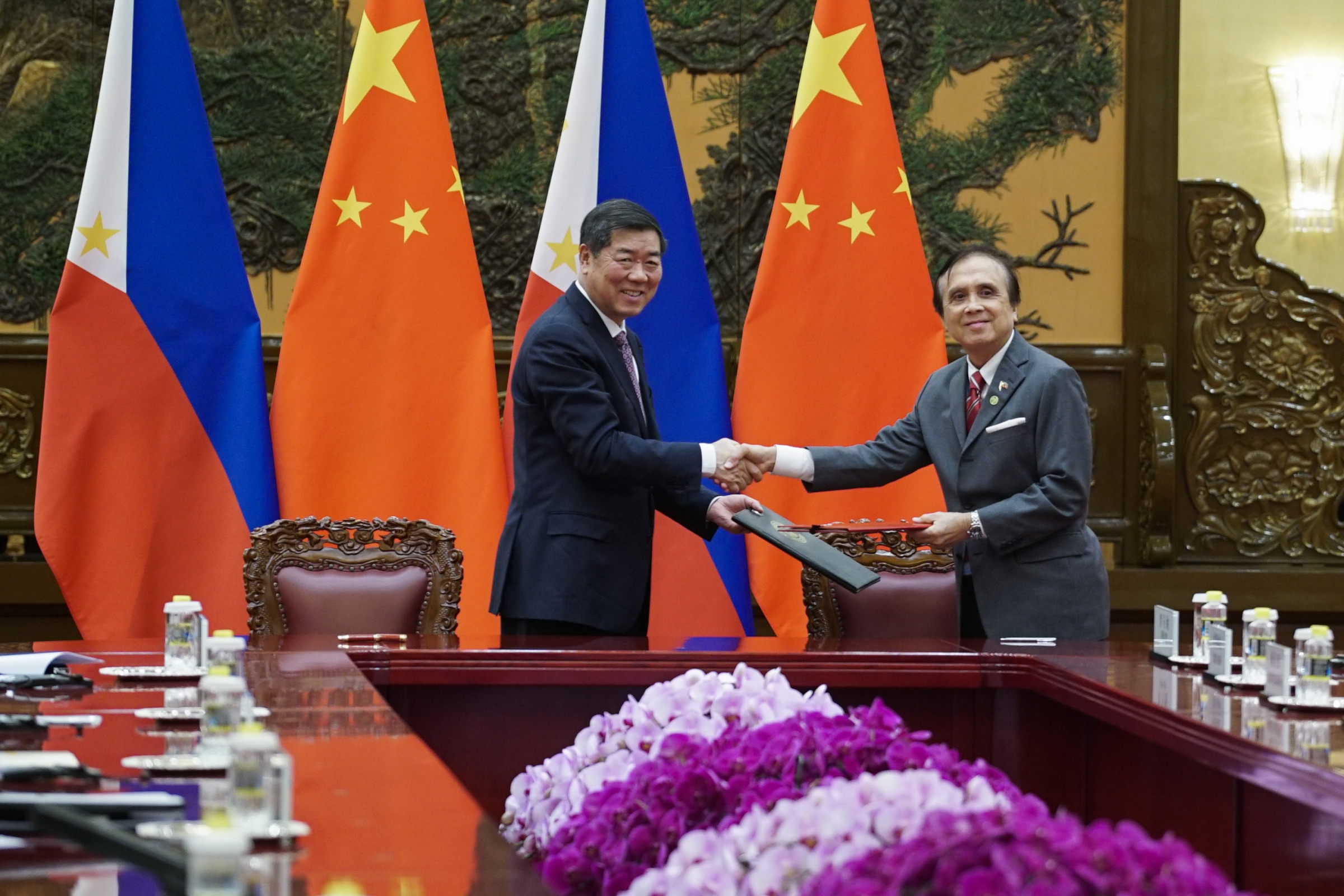
2019年4月25日，第二届一带一路国际合作高峰论坛前，中国与菲律宾在北京人民大会堂举行签约换文仪式，何立峰与菲律宾国家经济发展署署长厄内斯托·佩尼亚换文

2014年6月，任国家发展和改革委员会副主任、党组副书记，何立峰任副主任期间，主管区域协调发展工作，分管的司局包括地区经济司、西部开发司、东北等老工业基地振兴司。
2017年2月24日，任国家发改委主任。
2018年3月14日，当选第十三届全国政协副主席，晋升副国级，成为党和国家领导人。2018年3月19日，在第十三届全国人民代表大会第一次会议上，何立峰获得李克强总理的提名，连任国家发改委主任。
何立峰2018年连任发改委主任后，依照当年深化党和国家机构改革的方案，主持了发改委机构改革。原属国家发改委的不少职责，包括组织编制主体功能区规划、应对气候变化和减排、农业投资项目、重大项目稽察职、价格监督检查与反垄断执法和药品和医疗服务价格管理，均被整合分割到其他部委。

### 中央政治局和国务院
2022年10月23日，67岁的何立峰在中共二十届一中全会上当选为中共中央政治局委员。次年3月12日，获任命为国务院副总理（排名第二），他在人大会议上得到了三张反对票。何立峰在国务院内部分管财政、金融、自然资源、住房和城乡建设、交通运输、商务等领域。
在出任国务院副总理后，何立峰也接替刘鹤成为了中欧经贸高层对话中方牵头人、中美经贸中方牵头人、中法高级别经济财金对话中方牵头人，直接负责应对中美贸易争端等问题。
2023年，任中央财经委员会办公室主任，中央金融委员会办公室主任、中央金融工委书记。